# Wyrazy pokrewne

Schemat relacji wyrazów pokrewnych

Wyrazy pokrewne (ang. cognates) – wyrazy w dwóch (lub więcej) językach cechujące się wspólnym pochodzeniem. Przykład: polskie słowo brat, cz. bratr, ang. brother, wł. fratello i pers. ‏برادر‎ (trb. baraadar) pochodzą od praindoeuropejskiego *bʰréh₂tēr. 
Mianem wyrazów pokrewnych określa się również wyrazy utworzone bezpośrednio lub pośrednio od jednego wyrazu podstawowego. Grupuje się je na podstawie zgodności rdzenia. Wyrazy pokrewne tworzą rodzinę słowotwórczą, z którą łączy się (lub historycznie łączyło się) ich podstawowe znaczenie, np. „zielony”, „zieleń”, „zazieleniony”, „zazielenić się”, „zielonkawy”, „bladozielony”, „ciemnozielony”. Wyrazy pokrewne należy odróżnić od wyrazów bliskoznacznych (synonimów).